# Equifeel
L'equifeel est une discipline équestre sans équitation, basée sur des jeux et des tests ludiques à pieds, avec un cheval ou un poney. Elle s'inscrit dans le cadre de la montée en visibilité et de la diversification des pratiques issus des principes d'équitation éthologique, et a fait l'objet de la création d'un circuit officiel de compétitions en France. Elle est proposée par certains centres équestres français, répondant notamment à la demande des jeunes cavaliers non-propriétaires de pouvoir établir une relation avec un poney ou un cheval en particulier.
Elle est critiquée par Marion Scali dans la revue Cheval-Chevaux de juillet 2009, en raison de sa présentation élogieuse par la Fédération française d'équitation, promettant une « progression personnalisée » grâce à des exercices « simples, amusants et progressifs ».